# Loève-Preis
Der Line and Michel Loève International Prize in Probability (Loève Prize) wurde 1992 von Line Loève im Gedächtnis an ihren Mann Michel Loève gestiftet. Der Preis wird alle zwei Jahre vergeben und soll außerordentliche Leistungen auf dem Gebiet der Wahrscheinlichkeitstheorie auszeichnen. Ähnlich wie auch die Fields-Medaille gibt es eine Altersbeschränkung. Eine Verleihung erfolgt nur an Personen, die jünger als 45 Jahre sind. Der Gewinner erhält eine Summe von etwa 30.000 US-Dollar. Das macht den Preis zu einem der bestdotierten in allen mathematischen Disziplinen.

## Preisträger
Frühere Preisträger:
- 1993 David Aldous
- 1995 Michel Talagrand
- 1997 Jean-François Le Gall
- 1999 Alain-Sol Sznitman
- 2001 Yuval Peres
- 2003 Oded Schramm
- 2005 Wendelin Werner
- 2007 Richard Kenyon[3]
- 2009 Alice Guionnet
- 2011 Scott Sheffield[4]
- 2013 Sourav Chatterjee
- 2015 Alexei Borodin[5]
- 2017 Hugo Duminil-Copin[6]
- 2019 Allan Sly[7]
- 2021 Ivan Corwin[8]
- 2023 Jian Ding[2]